# Marhamijja
Marhamijja (arab. مرحمية) – wieś w Syrii, w muhafazie Aleppo, w dystrykcie Dżabal Siman. W 2004 roku liczyła 676 mieszkańców.